# Église de l'Ecce Homo ai Banchi Nuovi
L'église de l'Ecce Homo ai Banchi Nuovi est une église de Naples donnant sur la piazzetta Ecce Homo, près de l'église Santi Cosma e Damiano ai Banchi Nuovi et de l'église Santa Maria dell'Aiuto. Elle est dédiée à l'Ecce Homo.

## Histoire et description
L'église est fondée à l'époque médiévale par des habitants du quartier ayant recueilli des fonds, puis elle passe à l'archiconfrérie de l'Addolorata, confrérie pieuse de musiciens, au XIXe siècle. L'église est toujours tenue par cette archiconfrérie aujourd'hui. 
On remarque une fresque à l'extérieur figurant la Vierge Marie, surmontée par une fenêtre rectangulaire. L'intérieur conserve des tableaux de peu de valeur artistique.
Il existe une autre église de Naples dédiée à l'Ecce Homo: l'église de l'Ecce Homo al Cerriglio.

## Source de la traduction
- (it) Cet article est partiellement ou en totalité issu de l’article de Wikipédia en italien intitulé « Chiesa dell'Ecce Homo ai Banchi Nuovi » (voir la liste des auteurs).